# 遠藤聖大
遠藤聖大（日语：／ Endō Shōta，1990年10月19日—），日本石川縣鳳珠郡穴水町出身的現役大相撲力士。身高183cm、體重153kg。他本是業餘相撲力士，在2013年3月變成職業力士，在9月成為幕內力士，是史上最速的入幕力士之一。他的最高級別是小結，他有兩個特別獎為敢戰獎和技能獎，和兩個打敗橫綱的金星章。他在2016年9月的比賽中排名第二。他為追手風部屋戰鬥。他非常受日本相撲迷歡迎，並被認為是最有前途的本土力士之一。

## 早年生活與相撲背景
遠藤在他的小學時期開始嘗試相撲，主要是為了取悅他的父親，但他最初不喜歡相撲。隨著時間的推移，他從橫綱朝青龍得到靈感，開始嘗試更多的技術並變得喜歡。在初中的第二年，他參加了金澤地區的相撲比賽，在那裡他贏得了團隊冠軍並取得個人冠軍。在高中，他參加了幾個團隊和個人比賽，兩個單獨的錦標賽。高中畢業後，他進入日本大學學習經濟學專業。在大學第四年，他是相撲隊的隊長。那年，他還獲得了兩個主要的全國冠軍頭銜成為業餘相撲橫綱。他對是否成為專業相撲力士猶豫不決，因為他夢想成為一名教師。

## 生涯
經過一段時間的反思，他決定加入追手風部屋成為專業選手。進入專業相撲後，他被允許作為一個幕下最高級力士，反映他業餘生涯的成功。此外，由於他的兩個全國冠軍，他被允許比其他業餘冠軍更高的排名。他在2013年3月開始比賽，以遠藤作四股名。他並不像預期的那麼成功，但在7月的比賽中已被晉升為十兩。他打敗了幾個力士如大砂嵐金太郎，他的14-1記錄超過該部的任何其他力士。
他在2013年9月首次成為幕內選手，他獲得了大多數的勝利，雖然因他的左腳踝受傷，在比賽第14天退出。在11月回歸之後升至前頭第7，他在2014年1月獲得11個回合和敔戰獎。在2014年3月的比賽中，他晉級至前頭最高級。在他的前5場比賽中，他面對三個大關和兩個橫綱，他前四天都戰敗但第五天打敗了前大關稀勢之里寬，在2014年5月的比賽，雖然只有7-8的結果，但因打敗橫綱鶴龍力三郎而得一枚金星章。 
遠藤在2015年3月的比賽中他的左膝造成嚴重受傷，前十字韌帶破裂，但他選擇不參加手術，並參加在5月的比賽，因為他知道如果他不參加比賽，他將被降回十兩。雖然他只有六場胜利，9次失利，但仍足夠讓他留在幕內。在7月的名古屋錦標賽上，他獲得了10-5的記錄，9月份獲得了8勝。但11月的福岡比賽只有4勝。他在2016年1月的比賽受傷，在3月被降為十兩第二，但在2016年5月回到幕內，在11月，他擊敗了三個大關和橫綱白鵬，這使他得到傑出表現獎。
2018年5月26日，取得年寄名跡「北陣」。